# ヘムシン人
ヘムシン人（ヘムシンじん）とは、トルコ東部に居住する少数民族。

## 概要
- トルコ東部の黒海沿岸付近に居住し、アルメニア語の一方言を話す人々で、トルコ国内に居住する数多く（一説には70近く）の少数民族のうちの一つである。
- キリスト教からイスラム教に改宗したアルメニア人の子孫といわれており、隣国アルメニア人の大多数が主にキリスト教（アルメニア教会）を信奉するのに対し、ヘムシン人の多くはイスラム教[注釈 1]を信奉する[1]。一方、宗教的戒律はそれほど厳格ではなく、他のトルコ国内に居住する宗教的・民族的マイノリティと同様に、政治的に世俗主義派・改革派を支持する傾向があるといわれている。